# Yuanfuliit
Yuanfuliit ist ein sehr selten vorkommendes Mineral aus der Mineralklasse der „Borate“ mit der chemischen Zusammensetzung Mg(Fe3+,Al)[O|BO3] und damit chemisch gesehen ein Magnesium-Eisen-Borat mit Sauerstoff als zusätzlichen Anionen. Die in den runden Klammern angegebenen Elemente Eisen und Aluminium können sich in der Formel jeweils gegenseitig vertreten (Substitution, Diadochie), stehen jedoch immer im selben Mengenverhältnis zu den anderen Bestandteilen des Minerals.
Yuanfuliit kristallisiert im orthorhombischen Kristallsystem und entwickelt kleine, prismatisch-nadelige Kristalle von schwarzer Farbe und bis etwa zwei Millimeter Länge mit einem schwachen metall- bis diamantähnlichen Ganz auf den Oberflächen. Oft tritt er auch in Form körniger bis massiger Mineral-Aggregate auf. Die Kristalle sind nahezu undurchsichtig (opak) und nur in dünnen Schichten braun durchscheinend.

## Etymologie und Geschichte
Erstmals entdeckt wurde Yuanfuliit in der Bor-Lagerstätte Zhuanmiao im Autonomen Kreis Kuandian in der nordostchinesischen Provinz Liaoning. Die Analyse und Erstbeschreibung erfolgte durch Zouliang Huang und Pu Wang, die das Mineral nach dem chinesischen Professor der Geologie Yuan Fuli (1893–1987) benannten.
Huang und Wang sandten ihre Untersuchungsergebnisse und den gewählten Namen 1994 zur Prüfung an die International Mineralogical Association (interne Eingangsnummer der IMA: 1994-001), die den Yuanfuliit als eigenständige Mineralart anerkannte. Veröffentlicht wurde die Erstbeschreibung im gleichen Jahr in der chinesischen Fachzeitschrift Acta Petrologica et Mineralogica (chinesisch 岩石矿物学杂志).
Das Typmaterial des Minerals wird im National Museum for Geology (NMG) in Peking (Beijing, VR China) unter der Inventarnummer M10282 aufbewahrt.

## Klassifikation
Da der Yuanfuliit erst 1994 als eigenständiges Mineral anerkannt wurde, ist er in der zuletzt 1977 überarbeiteten 8. Auflage der Mineralsystematik nach Strunz noch nicht verzeichnet.
In der zuletzt 2018 überarbeiteten Lapis-Systematik nach Stefan Weiß, die formal auf der alten Systematik von Karl Hugo Strunz in der 8. Auflage basiert, erhielt das Mineral die System- und Mineralnummer V/G.03-015. Dies entspricht der gemeinsamen Klasse der „Nitrate, Carbonate und Borate“ und dort der Abteilung „Inselborate“, wo Yuanfuliit zusammen mit Aluminomagnesiohulsit, Hulsit, Magnesiohulsit, Pertsevit-(F), Pertsevit-(OH), Pinakiolith und Warwickit eine unbenannte Gruppe mit der Systemnummer V/G.03 bildet.
Die von der IMA zuletzt 2009 aktualisierte 9. Auflage der Strunz’schen Mineralsystematik ordnet den Yuanfuliit in die neu definierte Klasse der „Borate“ und dort in die Abteilung „Monoborate“ ein. Diese ist weiter unterteilt nach der möglichen Anwesenheit zusätzlicher Anionen und der Struktur der Boratkomplexe. Das Mineral ist hier entsprechend seiner Zusammensetzung und seinem Aufbau in der Unterabteilung „BO3 mit zusätzlichen Anionen; 1(Δ) + OH usw.“ zu finden, wo es zusammen mit Warwickit die „Warwickitgruppe“ mit der Systemnummer 6.AB.20 bildet.
In der vorwiegend im englischen Sprachraum gebräuchlichen Systematik der Minerale nach Dana hat Yuanfuliit die System- und Mineralnummer 25.02.02.02. Das entspricht wie in der Lapis-Systematik der gemeinsamen Klasse der „Carbonate, Nitrate und Borate“ und dort der Abteilung „Wasserfreie Borate mit Hydroxyl oder Halogen“. Hier findet er sich innerhalb der Unterabteilung „Wasserfreie Borate mit Hydroxyl oder Halogen“ in einer unbenannten Gruppe mit der Systemnummer 25.02.02, in der auch Sibirskit und Warwickit eingeordnet sind.

## Kristallstruktur
Yuanfuliit kristallisiert in der orthorhombischen Raumgruppe Pnma (Raumgruppen-Nr. 62) mit den durchschnittlichen Gitterparametern a = 9,258(6) Å; b = 3,081(2) Å und c = 9,351(4) Å sowie 4 Formeleinheiten pro Elementarzelle.

## Bildung und Fundorte
Yuanfuliit bildet sich in metamorphen, magnesiumhaltigen Marmoren in Bor-Lagerstätten. Als Begleitminerale können unter anderem Anhydrit, Apatit, Calcit, Forsterit, Magnetit, Phlogopit, Sinhalit, Suanit, Pleonast und verschiedene Turmaline auftreten.
Yuanfuliit gehört zu den sehr seltenen Mineralbildungen und konnte bisher nur in wenigen Proben nachgewiesen werden, die aus weltweit weniger als 10 Fundorten stammen (Stand 2025). Seine Typlokalität, die Bor-Lagerstätte Zhuanmiao mit dem darin befindlichen Erzblock Huayuangou in der nordostchinesischen Provinz Liaoning ist dabei der bisher einzige bekannte Fundort in der Volksrepublik China.
Daneben kennt man das Mineral nur noch aus dem Inglefield Land im Distrikt Qaanaaq in Nordwest-Grönland, vom Monte Calvario bei Biancavilla (Sizilien) in Italien, aus den Tayezhnoer eisen- und borhaltigen Skarnen rund 100 km südlich von Aldan im gleichnamigen Hochland der Republik Sacha (Jakutien) und von der Fumarole Arsenatnaja am zweiten Schlackenkegel des Vulkans Tolbatschik auf der Halbinsel Kamtschatka im Fernen Osten Russlands sowie aus den Steinbrüchen La Aljorra nahe Cartagena und der Nuestra Señora del Carmen Minen (auch Minas La Celia) bei Jumilla in der spanischen Region Murcia.